# Conrad Rantzau
Andreas Conrad Peter rigsgreve af Rantzau (tysk: Andreas Conrad Peter Reichgraf zu Rantzau) (2. september 1773 på Schloss Breitenburg – 3. august 1845 i Wiesbaden) var en holstensk adelsmand og en dansk gehejmestatsminister. Han var den sidste store personlighed, der byggede bro mellem dansk og tysk kultur, inden helstatens sammenbrud.

## Politisk virke i Danmark
Conrad Rantzau var yngste søn af gehejmeråd Frederik rigsgreve Rantzau til grevskabet Breitenburg og Friedrike Louise Amoena født rigsgrevinde af Castell-Remlingen. Han fødtes 2. september 1773 på Breitenburg og blev efter omhyggelig uddannelse i hjemmet 1792 dimitteret til Universitetet i Kiel, hvor han studerede i flere år, tog derefter på lange rejser. Han blev 1800 slået til ridder af Johanniterordenen, udnævntes 1804 til kammerherre og overtog grevskabet Breitenburg 1806 efter faderens død. 1802 var han medlem af Landkommissionen i Slesvig, opholdt sig derpå i længere tid i syden, var 1814 medlem af Kommissionen til hertugdømmernes genbesættelse og reorganisation og fik året efter Storkors af Dannebrogordenen. 1826 blev Rantzau beskikket til rejseledsager for Prins Frederik (7.), hvem han først fulgte til Genf, hvor der indrettedes en hofholdning for prinsen, som skulle tilbringe længere tid her. Det bebrejdes Rantzau, at han overbebyrdede prinsens temmelig svage evner med for megen læsning, som sløvede hans i forvejen ringe interesse for at tilegne sig kundskaber. Kort efter nytår brød de op til Sydfrankrig og derfra til Italien, tilbragte atter nogen tid i Genf og vendte hjem i efteråret 1828, hvor Rantzau ved prinsens formæling kort efter udnævntes til overskænk og tog ophold i København. Efter Ernst Schimmelmanns død i 1831 udnævntes Rantzau til gehejmestatsminister og medlem af gehejmestatsrådet. Rantzau stod i høj gunst hos Frederik VI. Han var en fuldblods holstener, oprigtigt fædrelandssindet og kongetro. Under drøftelsen af stænderforsamlingens dannelse udtalte han 1832 sin tvivl om de reformlystne slesvigeres loyalitet, ligesom han frygtede vanskeligheder ved valgene på Sjælland, medens han stolede på holstenernes og jydernes gode sindelag. 1836 blev han Ridder af Elefanten. Efter Christian VIII's tronbestigelse ansøgte Rantzau, der ikke som de andre ministre havde nogen særlig portefølje, om sin afsked, da hans helbred ikke kunde tåle opholdet i hovedstaden, og hans øjne var meget svage. Kongen ville ikke afskedige ham, men forbeholdt ham rang og sæde i statsrådet, så han dispenseredes for at deltage i dets forhandlinger og beholdt visse forretninger i Holsten (12. december 1840). Rantzau boede derefter dels på Breitenburg, dels i udlandet og afgik ved døden 3. august 1845 i Wiesbaden, ugift.
Grev Rantzau har efterladt sig et smukt navn som offervillig mæcen og human godsejer. En samtidig hævder, at Rantzaus navn i begyndelsen af århundredet var det mest agtede og elskede blandt høje og lave i hertugdømmerne, og fremhæver hans store, ved personlig erfaring indhøstede kendskab til stats- og folkelivet og hans rene vilje og ædle karakter. I anledning af stormfloden 1825 bragte han beboere på sine godser store ofre, og hans rundhåndethed, især de summer, han anvendte på indkøb af kunstværker, bevirkede, at hans formuesomstændigheder ved hans død var i den sletteste forfatning.

## Kunstens beskytter
Bekendt er Grev Rantzaus forhold til Bertel Thorvaldsen og H.C. Andersen. Da Rantzau på hjemvejen fra Napoli opholdt sig i Rom i sommeren 1805, gjorde han Thorvaldsens kekendtskab, erhvervede en gengivelse af hans Achilles og Briseis og lod sin Buste udføre i marmor. Han introducerede kunstneren på Montenero (ved Livorno) hos Ernst Heinrich Schimmelmanns svoger baron Schubart, der blev en virksom mæcen for kunstneren. I 1819 fulgte Rantzau Thorvaldsen på rejsen til Danmark fra Rom til Firenze og besøgte ham atter 1828 i Rom sammen med Kronprins Frederik. Rantzau var den første, der tilskyndede Thorvaldsen til at efterlade sin fødeby sine samlinger, og foredrog efter sin hjemkomst sagen for Frederik 6. I 1837 gjorde Rantzau Andersens bekendtskab og udvirkede hos kongen, at digteren fik rejseunderstøttelse af staten. Andersen har tilegnet ham afsnittet om Italien i En Digters Basar og omtaler ham i Mit Livs Æventyr i de varmeste ord som sin ven og velgører "med det ædle, fortræffelige Hjærte", hvem han også gæstede på Breitenburg. Rantzau var æresmedlem af Det Kongelige Danske Kunstakademi og Det kongelige Nordiske Oldskriftselskab. Han lod fra ca. 1807 Breitenburg ombygge ved C.F. Hansen og dennes nevø Matthias Hansen.